# Скутский, Павел Арсентьевич
Павел Арсентьевич Скутский (22 марта 1905, Товмач, Киевская губерния — 10 февраля 1982, Москва) — советский военный деятель, контр-адмирал, участник Великой Отечественной войны.

## Биография
Павел Арсентьевич Скутский родился 22 марта 1905 года в селе Толмач (ныне — Звенигородский район Черкасской области Украины). До призыва трудился учителем в сельской школе. В 1929 году был призван на службу в Военно-морской флот СССР. В 1930 году окончил Машинную школу Учёбного отряда Морских сил Чёрного моря, в 1938 году — параллельные курсы при Военно-морском инженерном училище имени Ф. Э. Дзержинского, в 1940 году — Высшие классы Военно-морского флота СССР. Служил на военно-технических и военно-политических должностях в различных частях флота. К началу Великой Отечественной войны служил заместителем начальника отдела политпропаганды спецучреждений Военно-морского флота СССР.
В июле 1941 года Скутский был направлен в Ленинград. На протяжении всего периода блокады находился в осаждённом городе, будучи начальником Политотдела спецучреждений Народного комиссариата Военно-морского флота СССР в Ленинграде. Проводил большую работу по мобилизации научных работников, инженерно-технического состава и вольнонаёмных рабочих на выполнение поставленных задач по обеспечению боевой деятельности флота. При его участии осуществлялось довооружение канонерских лодок, тральщиков, барж и катеров, достройка и ремонт кораблей. Активно участвовал в подборе людей для 3 партизанских отрядов, заброшенных на оккупированную территорию. С июля 1944 года занимал должность заместителя начальника Политотдела военно-морских учебных заведений Военно-морского флота СССР.
После окончания войны продолжал службу в Военно-морском флоте СССР. Был начальником Политотдела Военно-морской академии кораблестроения и вооружения имени А. Н. Крылова, заместителем начальника Политотдела эскадры, затем Политуправления Черноморского флота. С июня 1955 года являлся начальником Политуправления Военно-морского флота СССР, с июля 1955 года и вплоть до расформирования управления возглавлял его. В июне 1958 года был назначен заместителем ответственного редактора по атласу военно-морских баз Главной редакции Морского атласа Военно-морского флота СССР. Избирался депутатом Верховного Совета Эстонской ССР 5-го созыва. В октябре 1961 года вышел в отставку. Умер 10 февраля 1982 года, похоронен на Кунцевском кладбище Москвы.

## Награды
- Орден Ленина (5 ноября 1954 года);
- Орден Красного Знамени (15 ноября 1950 года);
- Орден Отечественной войны 1-й степени (23 октября 1942 года);
- Орден Красной Звезды (30 апреля 1945 года);
- Медали «За боевые заслуги» (3 ноября 1944 года), «За оборону Ленинграда» и другие медали.